# Brodski Varoš
Brodski Varoš – wieś w Chorwacji, w żupanii brodzko-posawskiej, w mieście Slavonski Brod. W 2011 roku liczyła 2035 mieszkańców.